# Mangeblomstret rose
Mangeblomstret rose er en stor, løvfældende busk med en åben og udbredt vækstform. Hovedgrenene har kun få sidegrene, og der findes kun ganske få torne på grenene (i hvert fald på planter fra de gængse frøkilder!).  Mangeblomstret rose går først i blomstring, når skuddene når op over 1,5-2 meters højde. Planten bruges som grundstamme for næsten alle de højt forædlede rosensorter.

## Beskrivelse
Barken er først lysegrøn og glat. Senere bliver den brun til rødbrun, og til sidst er barken svagt opsprækkende og lysebrun. Knopperne er spredte, kegleformede, spidse og brun-grønne i farven. 
Bladene er uligefinnede med ægformede småblade. Bladrandene er savtakkede, og over- og underside har samme, lysegrønne farve. Oversiden er dog samtidig den mest blanke. Blomsterne sidder samlet i rigtblomstrende, endestillede toppe. De enkelte blomster er flødehvide med en behagelig, krydret rosenduft. Hybenerne er ganske små, orangefarvede og ægformede. Frøene modner godt og spirer villigt.
Rodnettet er kraftigt, men kun svagt forgrenet. Det når både langt ned og vidt ud i jorden. Busken fremkalder jordtræthed. Planten bruges som grundstamme for næsten alle de højt forædlede rosensorter. Vildskud hos disse er altså lig skud fra mangeblomstret rose.
Højde x bredde og årlig tilvækst: 3 x 3 m (60 x 60 cm/år).

## Hjemsted
Mangeblomstret rose danner krat og skovbryn på svagt sur jord på Sakhalin-øen, i Manchuriet, Korea, Japan og i Kina. 
I nogle floddale ved Tunguancun, ca. 130 km nord for Lijiang, i den nordvestlige del af Yunnan-provinsen vokser arten i krat og skovbryn sammen med bl.a. armandfyr, Coriaria nepalensis (en art af garvebusk),  høstanemone, kinesisk hundetunge, Lespedeza chinensis (en art af kløverbusk), skovhullæbe og yunnanfyr

## Note
1. ↑  www.lseb.cn: Yi-Bo Luo og Sing-Chi Chen: Observations of putative pollinators of Hemipilia flabellata Bur. et Franch. (Orchidaceae) in north-west Yunnan Province, China (engelsk)